# مورا (نیومکزیکو)
مورا، نیومکزیکو (به انگلیسی: Mora) یک منطقهٔ مسکونی در ایالات متحده آمریکا است که در نیومکزیکو واقع شده‌است. مورا ۲٬۱۸۶ متر بالاتر از سطح دریا واقع شده‌است.